# Волошин, Александр Фёдорович (футболист)
Алекса́ндр Фёдорович Воло́шин (10 февраля 1951, Грозный — 15 января 1978, Ленинград, СССР) — советский футболист, вратарь.

## Биография
Футбольную карьеру начал в 1968 году в родном «Тереке». Армейскую службу проходил в 1969—1971 годах в ростовском СКА. В 1972—1975 был в составе ленинградского «Зенита», за четыре года провёл в чемпионате 18 игр. Был дублёром Владимира Пронина и Владимира Олейника. Ушёл из команды после серьёзной игровой травмы. В 1976—1977 играл за ленинградское «Динамо». Скончался 15 января 1978 года в возрасте 26 лет. Похоронен в Грозном.